# Сандуновский переулок
Сандуно́вский переу́лок (в 1941—1993 годах — 1-й Негли́нный переу́лок)— улица в центре Москвы в Мещанском районе между Неглинной улицей и Рождественкой. Здесь на углу Неглинной улицы и Сандуновского переулка располагаются знаменитые Сандуновские бани.

## Происхождение названия
Переулок получил название в начале XIX века по баням, построенным известным комическим актёром С. Н. Сандуновым (1756—1820). Официально бани именовались Неглинными (располагались на берегу реки Неглинная, заключенной в трубу в 1819 году), но в народе назывались Сандуновскими, даже когда в конце XIX века на месте бань Сандунова построили новые, более роскошные. В 1941 году переулок был переименован в Первый Неглинный переулок, так как выходит на Неглинную улицу (тогда же параллельные ему Звонарский и Нижний Кисельный переулки переименовали во Второй и Третий Неглинные соответственно). В 1993 году прежнее название было восстановлено.

## Описание

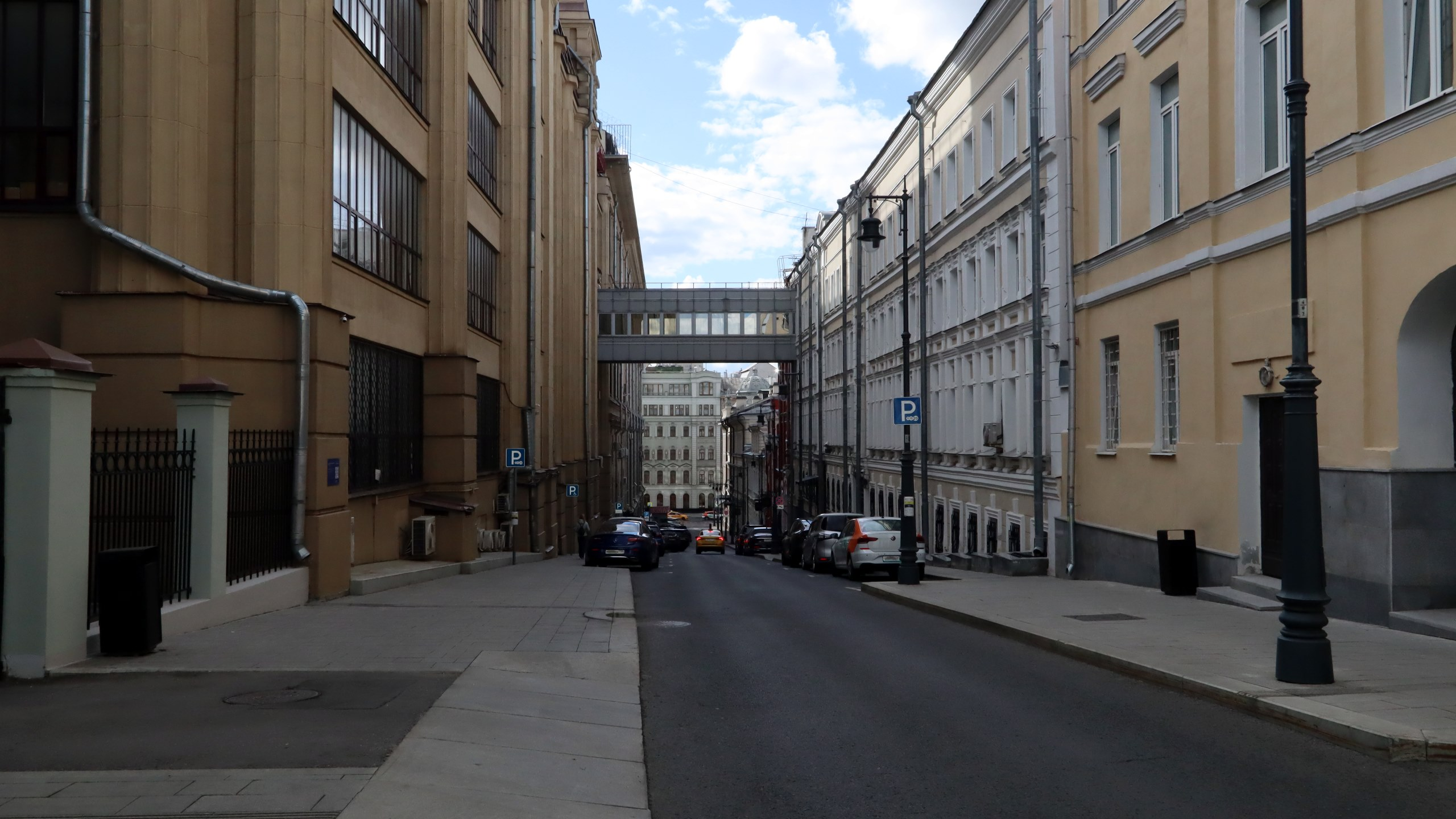
Сандуновский пер., вид на запад от д.5, 2022 г.

Сандуновский переулок начинается от Неглинной улицы и проходит на восток Рождественки. В начале переулка по левой нечётной стороне располагаются Сандуновские бани (Неглинная, 14). В апреле 2019 началось комплексное благоустройство переулка.

## Примечательные здания и сооружения
- № 2, стр, 1-а, 1-Б — Боковые корпуса Госбанка СССР построены в 1927—1930 годах по проекту И. В. Жолтовского, при участии Г. П. Гольца, С. Н. Кожина, М. П. Парусникова[2][3][4]. Ныне — Центральный банк Российской Федерации.
- № 3 — Дом купчихи Авдотьи Бучумовой (1878, архитектор А. Н. Кнабе).